# Jozef Van der Meulen
Josephus Petrus (Jozef/Jef) Van der Meulen (ook: Vander Meulen en Vandermeulen) (Gent, 24 maart 1869 – aldaar, 26 september 1931) was een Belgisch componist, muziekpedagoog, muziekcriticus en dirigent.

## Levensloop
Hij is zoon van tapper Joannes Baptista Vandermeulen en Rosalie Wante. Van der Meulen studeerde aan het Koninklijk Conservatorium te Gent bij onder andere Karel Miry en Adolphe Samuel (compositie). Hij behaalde eerste prijzen voor notenleer en altviool (1887), harmonieleer, contrapunt (1888) en fuga (1889). Aan de prestigieuze Rome-Prijs nam hij driemaal deel, in 1891 kreeg hij voor zijn werk Andromède een eervolle vermelding, in 1893 behaalde hij met Lady Macbeth een tweede prijs en in 1897 met Comala eveneens een tweede prijs.
Vanaf 1896 werd hij leraar aan het Koninklijk Conservatorium te Gent, eerst voor solfège, en vanaf 1919 voor harmonieleer.
Als componist was Van der Meulen een geestdriftig bewonderaar van Peter Benoit: hij componeerde talrijke volkscantates en -oratoria waarin hij de strijd van de socialistische arbeiders schetste. Afkomstig uit een arbeidersfamilie, bleef hij zijn hele carrière als componist en dirigent actief binnen de socialistische beweging. Hij ondersteunde ze met veel gelegenheidswerken zoals Voor 't volk geofferd (1911), een zangspel over het leven van Emiel Moyson, op tekst van de Vlaamse socialist Johan Lefèvre, maar ook marsen, koren, liederen en cantates (Op de Groeninghekouter (1902)). Hij werd dirigent van verschillende socialistische muziekverenigingen: de Van Artevelde's Zonen, het Van Crombrugghe's Genootschap, de Victoria, de Marxkring, de Nelliekring en in 1892 van de socialistische Harmonie Vooruit Gent (sinds 1892).
Samen met Florimond Van Duyse stichtte hij de Liederenavonden voor het Volk en bracht de arbeiders in contact met Ludwig van Beethoven en Richard Wagner. Aan de laatstgenoemde wijdde hij verschillende artikelen, zoals Levensbeschrijving van Richard Wagner en analyse van "Tannhaüser" (1897) en Richard Wagner als revolutionair (1913). Hij werkte ook als muziekcriticus voor de krant "Vooruit".
Als componist schreef hij binnen verschillende genres en was actief in het muziektheater.

## Werklijst

### Werken voor orkest
- 1900 Sheherazade, symfonisch gedicht
- Jubel-ouverture

### Werken voor harmonieorkest
- 1906 Feestmars, voor harmonieorkest

### Missen en gewijde muziek
- Ave Maria, voor zangstem en piano

### Oratoria en cantates
- 1887 De val van Wodan, cantate
- 1891 Andromède, cantate
- 1892 Werelds(ch) Requiem, cantate
- 1893 Cassandre, oratorium
- 1893 Lady Macbeth, cantate - tekst: J.B. de Snerck
- 1894 Pro memoria, oratorium
- 1894 Ter eere der communehelden, oratorium
- 1895 Ons forum, cantate
- 1897 Comala, cantate - tekst: Paul Gilson
- 1902 Op de Groeninghekouter, cantate - tekst: Léonce du Castillon
- 1902 Vooruit's Roem, cantate - tekst: A. Boogaerts
- 1925 Socialistische Vlasbewerkingsvereniging, cantate
- De arbeid, oratorium
- Le nouveau Messie, oratorium

### Muziektheater

#### Opera's
| Voltooid in | titel                         | aktes                    | première                                        | libretto                                                                                     |
| ----------- | ----------------------------- | ------------------------ | ----------------------------------------------- | -------------------------------------------------------------------------------------------- |
| 1885        | Poets wederom poets           |                          |                                                 |                                                                                              |
| 1886        | Het reistasje                 |                          |                                                 |                                                                                              |
| 1886        | Aan 't strand terug           |                          |                                                 |                                                                                              |
| 1890        | De vlinder                    |                          |                                                 |                                                                                              |
| 1890        | Freija                        |                          |                                                 |                                                                                              |
| 1898        | Keizer Tiberius               |                          |                                                 |                                                                                              |
| 1902        | Liva                          |                          |                                                 |                                                                                              |
| 1905        | De Vlasgaard (Au Pays du lin) | 3 aktes, 4 taferelen     | 8 oktober 1905, Gent, De Nederlandse Schouwburg | Alfons (Pieter Lodewijk Ferdinand) Sevens naar een verhaal van René De Clercq; Gustave Lagye |
| 1905        | Le dolmen                     |                          | 1905, Gent                                      |                                                                                              |
| 1907        | Sire Halewyn                  | 5 bedrijven, 6 taferelen | 1927, Gent, Vlaamse Opera                       | René De Clercq, Gustave Lagye                                                                |

#### Toneelmuziek
- 1911 Voor 't volk geofferd, zangspel over het leven van Emiel Moyson - tekst: Johan Lefèvre

### Vocale muziek
- 1892 Lief kind! gij wilt dat ik u melde, voor zangstem en piano - tekst: K.L. Ledeganck
- 1894 Lente-wandellied, voor zangstem en piano - tekst: J. Vuylsteke
- 1899 Zomermorgen, voor zangstem en piano - tekst: F.L. Hemkes
- 1899 Bij Petrus, voor zangstem en piano - tekst: M. van Loghem
- 1901 Melodie, voor zangstem en piano - tekst: Louis Couperus
- 1901 Ne brise pas le coeur, voor zangstem en piano - tekst: Julien Vanden Bossche
- 1901 Si j'étais, voor zangstem en piano - tekst: Joseph Beels
- 1904 Wiegelied, voor zangstem en piano - tekst: Johan Lefèvre
- 1905 Stoeipartij, voor zangstem en piano - tekst: J. P. Heije
- 1907 Na den regen, voor zangstem en piano - tekst: S. Rana
- 1909 Troostliedeken, voor zangstem en piano - tekst: René de Clercq
- 1910 Petite fleur, voor zangstem en piano - tekst: Julien Vanden Bossche
- De voorspelling van den koekoek, voor zangstem en piano - tekst: Lambrecht Lambrechts
- Een Traan, voor zangstem en piano - tekst: Hilda Ram
- Ik bin van den buiten, lied uit de opera "De Vlasgaard" voor tenor en piano
- Meizang, voor zangstem en piano
- Souvenirs, voor zangstem en piano - tekst: Julien Vanden Bossche
- Viens, Myrco!, voor zangstem en piano - tekst: Julien Vanden Bossche
- Weefliedje, voor zangstem en piano

## Publicaties
- Levensbeschrijving van Richard Wagner en analyse van "Tannhaüser", 1897
- Richard Wagner als revolutionair, 1913